# گریه کردن قلبت را متوقف کن
 " گریه کردن قلبت را متوقف کن " یک ترانه از گروه راک اوئسیز است. این آهنگ توسط نوئل گلگر نوشته شده و توسط لیام گلگر خوانده شده‌است. این آهنگ در تاریخ ۱۷ ژوئن ۲۰۰۲ به عنوان دومین تک‌آهنگ از آلبوم پنجم استودیوی شیمی بت‌پرست(۲۰۰۲) منتشر شد.